# سیمپسون‌ها (فصل ۲۶)

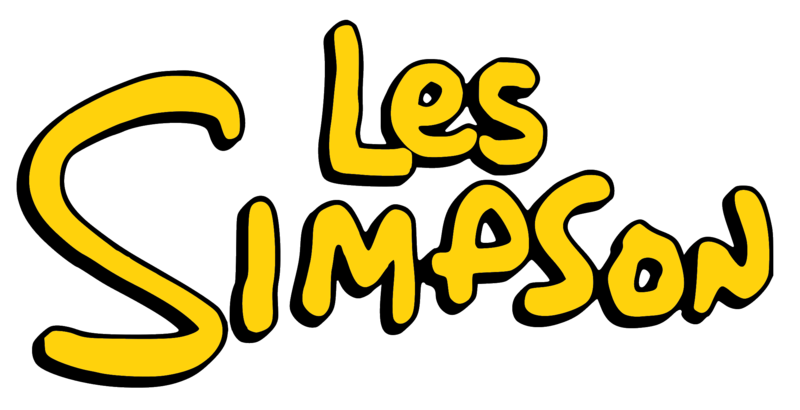
لوگوی سیمپسون ها

بیست و ششمین فصل سریال سیمپسون‌ها در ایالات متحده از شبکه فاکس برای اولین بار در تاریخ ۲۸ سپتامبر ۲۰۱۴ پخش شد و در تاریخ ۱۷ می ۲۰۱۵ به پایان رسید.
در این فصل، کراستی (دلقک) بعد از فوت پدرش بازنشسته می‌شود؛ هومر و بارت سعی می‌کنند مشکلات پدر و پسری‌شان را به روش خودشان حل کنند؛ مارج به ساندویچ‌فروشی روی می‌آورَد؛ سیمپسون‌ها در قسمت مخصوص هالووین نسخه قدیم خودشان را ملاقات می‌کنند؛ بارت برای از بین بردن اعتبار معلم کلاس چهارم خود توطئه چینی می‌کند؛ هومر با مشکلات میان‌سالی روبه‌رو می‌شود و شخصیت‌های فیوچراما در قسمت «سیمپسوراما» با آمدن به اسپرینگ‌فیلد، با سیمپسون‌ها ملاقات می‌کنند.